# Jarosław Bieniuk
Jarosław Bieniuk (ur. 4 czerwca 1979 w Gdańsku) – polski piłkarz występujący na pozycji obrońcy, reprezentant Polski.

## Kariera klubowa
Karierę rozpoczynał w sezonie 1994/95, występując w zespole Ogniwo Sopot. W następnym roku przeniósł się do Lechii Gdańsk.

### Amica Wronki
Przed sezonem 1998/1999 przeniósł się do Amiki Wronki. W polskiej ekstraklasie debiutował 22 maja 1999 w spotkaniu Amiki Wronki z Polonią Warszawa, zakończonym zwycięstwem wronczan 1:0. Wywalczył też z Amiką Puchar Polski w piłce nożnej (1998/1999).).
W sezonie 1999/2000 stał się podstawowym graczem drużyny. Zagrał w niej 21 meczów ligowych (6. miejsce w Ekstraklasie) oraz zdobył kolejny Puchar Polski (w finale Amica pokonała w dwumeczu Wisłę Kraków – 2:2 i 3:0).
W sezonie 2000/2001 strzelił swoją pierwszą bramkę w Ekstraklasie, w trakcie meczu Amica Wronki–GKS Katowice, rozegranego 19 sierpnia 2000 i zakończonego remisem 1:1. W kolejnym sezonie zajął z Amiką 3. miejsce w lidze (zagrał w 24 meczach ligowych i strzelił 3 bramki). Dotarł też do finału Pucharu Polski, gdzie Amica uległa w dwumeczu Wiśle Kraków (2:4, 0:4). Bieniuk zagrał tylko w pierwszym spotkaniu.
W sezonie 2001/2002 Amica wystąpiła w rozgrywkach Pucharu UEFA. W rundzie wstępnej wyeliminowała walijski Llansantffraid FC (5:0, 7:2), a jedną z bramek strzelił Bieniuk. W I rundzie Amica pokonała w dwumeczu szwajcarski zespół Servette FC (3:2, 1:2). W kolejnej fazie wroniecka drużyna zmierzyła się z hiszpańską Málagą. Odpadła po dwóch porażkach 1:2.
W sezonie 2003/2004 Amica ponownie zajęła 3. miejsce w Ekstraklasie. Bieniuk zagrał w 15 meczach ligowych i strzelił dwie bramki.
Kolejny rok przyniósł zespołowi ponowny występ w Pucharze UEFA. Po wyeliminowaniu w I rundzie eliminacyjnej węgierskiego zespołu Kispest Honved Budapeszt rywalem Amiki w I rundzie został łotewski FK Ventspils. Dwumecz zakończył się wynikami 1:1 i 1:0. Bieniuk zagrał w obu spotkaniach. W ten sposób Amica wywalczyła historyczny awans do fazy grupowej Pucharu UEFA.
W grupie F Amica zajęła ostatnie miejsce, przegrywając wszystkie spotkania – 0:5 ze szkockim Rangers FC, 1:3 z austriackim Grazerem AK, 1:3 z holenderskim AZ Alkmaar i 1:5 z francuskim AJ Auxerre. Bieniuk zagrał we wszystkich meczach.

### Antalyaspor
Po sezonie 2005/2006 opuścił Amikę i podpisał trzyletni kontrakt z klubem tureckiej Superligi Antalyaspor Kulübü. Pierwszą bramkę dla nowego zespołu zdobył 9 września 2006 w meczu z Fenerbahçe SK (2:4). Już w pierwszym sezonie gry Bieniuk spadł z zespołem z Süper Lig do niższej klasy rozgrywkowej. W kolejnym roku awansował z Antalyasporem do Süper Lig. W sezonie 2008/09 zagrał tylko w 2 spotkaniach i strzelił 1 bramkę. Łącznie w barwach tureckiego klubu zagrał w 53 meczach, strzelając w tym czasie trzy bramki. W 2008 rozwiązał kontrakt z klubem, a pod koniec roku związał się umową z cypryjską Omonią Nikozja. Kontrakt został jednak rozwiązany ze względów proceduralnych.

### Widzew Łódź
11 lutego 2009 podpisał kontrakt z pierwszoligowym Widzewem Łódź. Zadebiutował w nim 14 marca 2009 w spotkaniu z Koroną Kielce (2:2). Z łódzkim klubem zajął 1. miejsce w lidze i awansował do Ekstraklasy, lecz z powodu decyzji PZPN w związku z aferą korupcyjną Widzew musiał kolejny sezon rozegrać ponownie w I lidze. Rok później Widzew znów awansował do najwyższej klasy rozgrywek w Polsce.
21 sierpnia 2010 zadebiutował w barwach Widzewa w Ekstraklasie w meczu z Wisłą Kraków (0:1). Na pierwszą bramkę dla Widzewa Bieniuk czekał aż do 28 sierpnia 2011, gdy pokonał Mariána Kelemena w spotkaniu ze Śląskiem Wrocław (2:1).

### Powrót do Lechii
9 lipca 2012 rozwiązał za porozumieniem stron kontrakt z Widzewem i związał się z Lechią Gdańsk, z którą podpisał dwuletni kontrakt z możliwością przedłużenia o kolejny rok. W Ekstraklasie zadebiutował w meczu z Pogonią Szczecin.
Przed sezonem 2013/2014 został nowym kapitanem zespołu. 30 lipca 2013 w meczu towarzyskim przeciwko FC Barcelonie strzelił gola na 1:0.
Po sezonie 2013/2014 zakończył karierę piłkarską. 29 października 2014 powrócił do Lechii jako dyrektor sportowy.

## Statystyki
| Sezon         | Klub               | Kraj   | Rozgrywki            | Mecze | Gole |
| ------------- | ------------------ | ------ | -------------------- | ----- | ---- |
| 1994/1995     | Ogniwo Sopot       | Polska |                      | –     | –    |
| 1995/1996     | Lechia Gdańsk      | Polska | I liga               | –     | –    |
| 1996/1997     | Lechia Gdańsk      | Polska | II liga              | –     | –    |
| 1997/1998     | Lechia Gdańsk      | Polska | III liga             | –     | –    |
| 1998/1999     | Amica Wronki       | Polska | I liga               | 1     | 0    |
| 1999/2000     | Amica Wronki       | Polska | I liga               | 21    | 0    |
| 2000/2001     | Amica Wronki       | Polska | I liga               | 17    | 1    |
| 2001/2002     | Amica Wronki       | Polska | I liga               | 24    | 3    |
| 2002/2003     | Amica Wronki       | Polska | I liga               | 27    | 1    |
| 2003/2004     | Amica Wronki       | Polska | I liga               | 15    | 2    |
| 2004/2005     | Amica Wronki       | Polska | Idea Ekstraklasa     | 20    | 0    |
| 2005/2006     | Amica Wronki       | Polska | Orange Ekstraklasa   | 28    | 3    |
| 2006/2007     | Antalyaspor Kulübü | Turcja | Süper Lig            | 29    | 1    |
| 2007/2008     | Antalyaspor Kulübü | Turcja | Bank Asya 1. Lig     | 22    | 1    |
| 2008/2009 (j) | Antalyaspor Kulübü | Turcja | Süper Lig            | 2     | 1    |
| 2008/2009 (w) | Widzew Łódź        | Polska | I liga               | 13    | 0    |
| 2009/2010     | Widzew Łódź        | Polska | I liga               | 30    | 0    |
| 2010/2011     | Widzew Łódź        | Polska | Ekstraklasa          | 12    | 0    |
| 2011/2012     | Widzew Łódź        | Polska | T-Mobile Ekstraklasa | 17    | 2    |
| 2012/2013     | Lechia Gdańsk      | Polska | T-Mobile Ekstraklasa | 29    | 0    |
| 2013/2014     | Lechia Gdańsk      | Polska | T-Mobile Ekstraklasa | 20    | 0    |

## Kariera reprezentacyjna
W pierwszej reprezentacji zadebiutował 14 lutego 2003 w towarzyskim meczu z Macedonią (3:0). Łącznie rozegrał osiem spotkań w kadrze A i strzelił jedną bramkę. Po blisko 4,5-letniej przerwie, 8 października 2009 został ponownie powołany do reprezentacji Polski, prowadzonej przez trenera Stefana Majewskiego.
| Lp. | Data                 | Miejsce      | Przeciwnik          | Rezultat | Rozgrywki   | Grał   | Uwagi | Raport |
| --- | -------------------- | ------------ | ------------------- | -------- | ----------- | ------ | ----- | ------ |
| 1.  | 14 lutego 2003       | Split        | Macedonia Północna  | 3-0      | Towarzyski  | do 46' |       | [ 32 ] |
| 2.  | 16 listopada 2003    | Płock        | Serbia i Czarnogóra | 4-3      | Towarzyski  | od 88' |       | [ 33 ] |
| 3.  | 11 grudnia 2003      | Ta’ Qali     | Malta               | 4-0      | Towarzyski  | 90'    | Gol   | [ 34 ] |
| 4.  | 14 grudnia 2003      | Ta’ Qali     | Litwa               | 3-1      | Towarzyski  | od 46' |       | [ 35 ] |
| 5.  | 21 lutego 2004       | San Fernando | Wyspy Owcze         | 6-0      | Towarzyski  | do 46' |       | [ 36 ] |
| 6.  | 12 lipca 2004        | Chicago      | Stany Zjednoczone   | 1-1      | Towarzyski  | do 64' |       | [ 37 ] |
| 7.  | 28 kwietnia 2005     | Chicago      | Meksyk              | 1-1      | Towarzyski  | od 89' |       | [ 38 ] |
| 8.  | 14 października 2009 | Chorzów      | Słowacja            | 0-1      | El. MŚ 2010 | 90'    |       | [ 39 ] |

## Życie prywatne
Jego życiową partnerką była aktorka Anna Przybylska, z którą ma troje dzieci: córkę Oliwię (ur. 2002) oraz dwóch synów, Szymona (ur. 2006) i Jana (ur. 2011). Ze związku z Martyną Gliwińską ma syna Kazimierza (ur. 2020).